# Isingiro (district)
Le district d'Isingiro est un district du sud-ouest de l'Ouganda. Il est frontalier de la Tanzanie. Sa capitale est Isingiro (en).

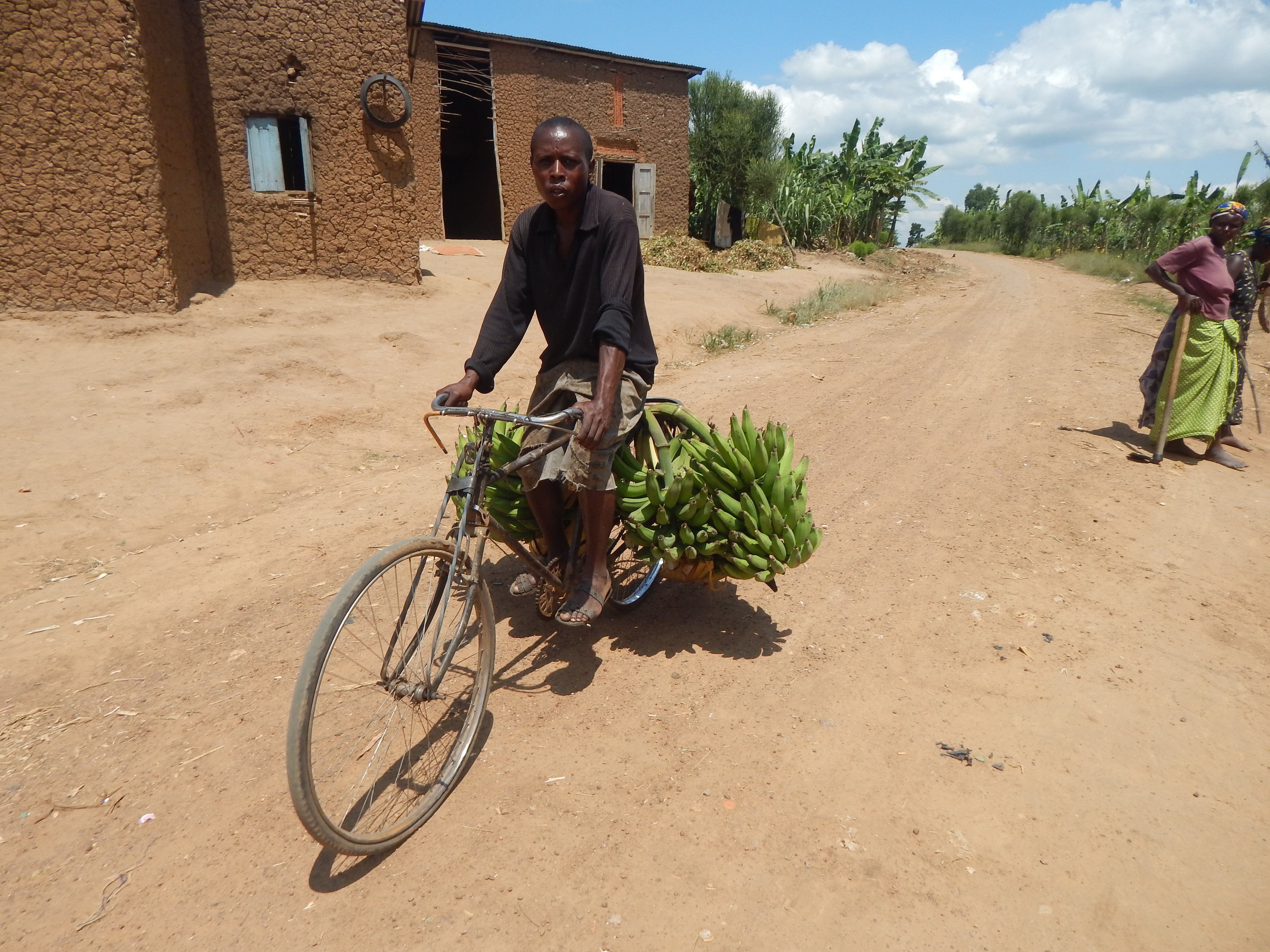
Transport de bananes-plantain dans le district (2017).